# 応答
応答（おうとう、英: reply、英: response）とは、問いや話しかけ（会話）、呼びかけに対し、応えること。

## 人間関係における応答
ハーバード大学付属マサチューセッツ総合病院精神科の思考研究部門の創設者でディレクターの心理学者スチュアート・アブロンによると、コロナ災害のパンデミックストレスは、人間の正常な対処能力さえも妨げているという。これは、人間の対処能力を、泣き叫ぶ幼児などの小さな子供のレベルにまで低下させる可能性さえある。赤ん坊のようにならないための4つのステップは次のとおり：
- 自分のできる限り最善を尽くす、という考えを採用すること。
- 激怒するのではなく、好奇心を持つこと。
- あなたが聞いたことをあなた自身の言葉で繰り返すこと。 質問をし、情報を入手し、聞いたことで相手に応答すること。
- 相手を安心させること。

## 電子工学における応答
電子工学において応答とは、計測器や回路、素子、装置などに入力を与えたとき、その時間的変化に応じて出力が時間的に変化するありさまのことである。応答を時間の関数として表したものを応答関数という。一般に、出力には時間おくれ、指示のおくれがあり、入出力の関係を調べることによってその動特性を知ることができる。

### 種類
- 過渡応答 - 入力がある定常状態から他の定常状態に変化したときの応答。
- インパルス応答 - インパルス状の入力を与えたときの応答。
- ステップ応答（英語版）

```
- 入力がステップ状に変化した場合の応答、特に
単位ステップ関数
を入力した場合は、インディシャル応答という。
```

- 周波数応答 - 正弦波周波数の入力を与えたときの応答。

### 時間
- 立上がり時間（英語版） - 出力が定常値の10%から90%に達するまでの時間。
- 遅れ時間 - 出力が定常値の50%に達するまでの時間。
- 整定時間（英語版） - 出力が定常値の許容誤差範囲内に達するまでの時間。
- 行過ぎ時間 - 出力が最大行過ぎ量（定常値または目標値を超えて現れる最初の最大値）に達する時間[3]。

## 生物学における応答
生物学において応答とは、刺激に対する反応のことで、特に細胞や器官に加えられた刺激に対して示す直接的な反応をさす。